# Daniel Shanks
Daniel Shanks född 17 januari 1917 i Chicago. Han är en känd amerikansk matematiker främst på grund av sitt arbete med Algoritmisk talteori och shanks algoritm.

## Liv och karriär
På University of Chicago tog han 1937 en kandidatexamen i fysik. Efter examen så arbetade Shanks ett par år på Naval Ordnance Laboratory i White Oak Maryland först som fysiker men 1951 så började han istället arbeta som matematiker. 1976 så hade det ekonomiska underlaget för individuellt arbete inom företaget kraftigt minskat. Detta gjorde att Shanks valde att pensionera sig. Året därpå började han arbeta för matematik institutionen på University of Maryland som professor. Hans arbete på universitetet fortsatte ända fram till hans död 1996.